# Ющук Євген Давидович
Євген Давидович Ющук (4 серпня 1936, с. Навіз Рожищенський район Волинська область — 18 серпня 2020, Кривий Ріг) — український учений-еколог, мікроморфолог, ґрунтознавець, геоботанік, краєзнавець, кандидат біологічних наук, доцент Криворізького державного педагогічного університету, член-кореспондент Української екологічної академії наук. Досліджував еколого-біологічні особливості та шляхи оптимізації лісових едафотопів промислових регіонів степового Придніпров'я, біолого-екологічні особливості фітоценозів екотопів Криворіжжя.

## Професійна біографія
1966—1971 — навчання на природничому факультеті Криворізького державного педагогічного інституту. Отримав диплом учителя біології та хімії.
1972—1989 — асистент, викладач кафедри ботаніки Криворізького державного педагогічного інституту.
1974—1975 — проходив стажування (підвищення кваліфікації) на кафедрі геоботаніки, ґрунтознавства та екології Дніпропетровського державного університету.
1989 — захистив дисертацію «Еколого-біологічні особливості і шляхи оптимізації лісових едафотопів промислових регіонів степового Придніпров'я» на здобуття наукового ступеня кандидата біологічних наук за спеціальністю «екологія» в Дніпропетровському державному університеті (науковий керівник — доктор біологічних наук, професор Травлєєв Анатолій Павлович).
1989—1991 — старший викладач кафедри ботаніки Криворізького державного педагогічного інституту.
1991—2018 — доцент кафедри ботаніки та екології Криворізького державного педагогічного інституту/університету.
1992 — присвоєно вчене звання доцента кафедри ботаніки.
2005 — обраний членом-кореспондентом Української екологічної академії наук.
2005—2008 — голова Державної екзаменаційної комісії Дніпропетровського національного університету імені О. Гончара.
2009—2018 — член наукової ради з проблем ґрунтознавства НАН України та член комісії з мікроморфології ґрунтів.
2010 — отримав диплом доктора філософії.
Помер 18 серпня 2020 року. Похований у місті Кривий Ріг.

## Відзнаки й нагороди
- 1999 — Нагрудний знак Відмінник освіти України
- 2000 — Подяка від голови Дніпропетровської обласної державної адміністрації
- 2011 — Почесна грамота Дніпропетровської обласної ради з нагоди Дня працівників освіти і 50-річної трудової діяльності в університеті
- 2011 — Нагрудний знак «Серце віддаю дітям»
- 2015 — Нагрудний знак «Профтехосвіті-75»
- 2016 — Почесна грамота Дніпропетровської обласної ради
- 2016 — Почесна грамота виконкому Криворізької міської Ради

## Публікації
Автор і співавтор понад 70 наукових праць, зокрема науково-методичних і навчально-методичних посібників, історико-краєзнавчих праць, наукових статей у фахових виданнях
- Ющук Є. Село Навіз: у пам'яті минулих і нинішніх поколінь: історико-краєзнавчий нарис. — Луцьк, 2011. — 216 с.
- Ющук Є. Д. Екологічна ботаніка: навч.-метод. посібник. — Кривий Ріг, 2012. — 291 с.
- Ющук Є. Д. Лабораторний практикум з ґрунтознавства: посібник. — Кривий Ріг, 2005. — 127 с.

## Біобібліографія
- Євген Давидович Ющук: життя як творчість на ниві української науки і освіти (до ювілею вченого-біолога, краєзнавця та педагога): біобібліографічний покажчик / Наукова бібліотека Криворізького державного педагогічного університету ; упоряд. О. Б. Поліщук, бібліогр. ред. О. А. Дікунова ; за ред. Г. М. Віняр, О. М. Кравченко. — Кривий Ріг, 2016. — 80 с. (Серія «Вчені-ювіляри Криворізького педагогічного». Вип. 3).